# Ellen Browning Scripps
Ellen Browning Scripps (18 de octubre de 1836 – 3 de agosto de 1932) fue una filántropa estadounidense, responsable de la fundación de varias instituciones importantes en el sur de California.

## Historia familiar
Ellen Browning Scripps nació el 18 de octubre de 1836, en South Molton St en St. George Parish, Londres.: p.2  Su padre, James Mogg Scripps (1803–1873), era el más joven de los seis hijos del editor William Armiger Scripps (1772–1851) y Mary Dixie (1771–1838).: p.14 : p.2  Él fue aprendiz de Charles Lewis, el principal encuadernador de Londres donde aprendió la profesión.: p.2 
James se casó su prima Elizabeth Sabey en 1829 
y tuvo dos hijos, de los cuales solo Elizabeth Mary (1831-1914) llegó a la adultez.: p.6 : p.2  Elizabeth Sabey Scripps murió el día después del nacimiento de Elizabeth Mary Scripps.: p.2  Dos años más tarde, James Mogg  se casó con Ellen Mary Saunders. Tuvieron seis hijos, cinco de los cuales llegaron a edad adulta: James Edmund (1835-1906), Ellen Browning (1836-1932), William Arminger (1838-1914), George Henry (1839-1900) y John Mogg (1840–1863).: p.2  Ellen Mary Scripps murió de cáncer de mama en 1841.: p.2 
Después del fracaso de su tienda de encuadernación y la muerte de su segunda esposa, James Mogg emigró a los Estados Unidos con sus seis hijos en abril de 1844.: p.2  Llegaron a Rushville, Illinois, donde la familia Scripps tenía una propiedad.: p.3  James Mogg se casó con su tercera esposa Julia Osborn en noviembre de 1844.: p.4  Tuvieron cinco hijos: Julia Anne (1847-1898), Thomas Osborn (1848-1853), Frederick Tudor (1850-1936), Eliza Virginia (1852-1921), y Edward Wyllis o E.W. Scripps (1854-1926), el magnate y fundador del E.W. Scripps Company.: p.4 

## Primeros años
Ellen Browning Scripps era una niña imaginativa y de pensamientos independientes. Una lectora entusiasta,  estudio latín en la escuela primaria y le enseñó su hermano más joven E.W. a través de recitaciones de Shakespeare, Tennyson y Scott.: p.7 : p.8 
Junto con sus hermanos y hermanas, Ellen trabajó en la granja familiar en Rushville. Llevaba la leche del establo donde ordeñaban las vacas a la bodega y seguía a los gansos para asegurarse que ninguno se ahogaba en el estanque.: p.4  Ellen ayudaba a su madrastra con las tareas de la casa cocinando, limpiando, cosiendo y lavando desde que tenía diez años hasta el día que dejó su casa para ir a Detroit.: p.18 

## Educación
Ellen Browning Scripps fue la única de sus hermanos que fue a la universidad.: p.16  En 1856  entró al Departamento Colegial para Mujeres en el Knox College en Galesburg, Illinois.: p.19  Las mujeres estudiaban en clases separadas de los hombres y recibían certificados en lugar de diplomas. En 1859 se graduó y regresó a Rushville donde trabajo como profesora en una escuela de una habitación. Se volvió la profesora mejor pagada  en el condado, ganando $50 un mes.: p.16  A Ellen Browning le otorgaron un Doctorado en Letras de Knox College en 1911.: p.16 

## Carrera de periodista
Mientras Ellen Browning estaba en la universidad, su hermano James Edmund se había vuelto dueño y editor de Detroit Tribune. En 1865, James convenció a Ellen que aceptara un trabajo como editora de copia.: p.18  Después de cinco años en Detroit,  regresó a Rushville para cuidar de su padre enfermo.
En 1873, un incendio quemó las oficinas del Tribune, dejando James y su hermano William con dinero del seguro.: p.21  Ellos volvieron a invertir el dinero y fundaron The Detroit Evening News, un diario pequeño, económico y políticamente independiente dirigido a la clase obrera de la ciudad. Ellen regresó a Detroit como periodista y editora en 1873. Escribía una columna diaria, llamada "Miss Ellen's  Miscellany," que reducía las noticias local y nacionales escritos muy breves. Según Gerald Baldasty, "Sus columnas de "Miscellany" y otros temas se volvieron la inspiración para la Asociación Empresarial de Periodismo, un servicio que presentaba las noticias que Edward Scripps estableció en 1902."
Como accionista, ella tuvo una función importante en los consejos de Scripps. Ella daba asesoramiento empresarial a Edward y se aliaba con él en disputas financieras familiares. Él le daba crédito con salvarle de ruina financiera en más de una ocasión. Ella hizo una fortuna al invertir en su cadena creciente de periódicos en el oeste.

## Viajes al extranjero
En 1881, Ellen y E.W. viajaron a Europa para que E.W. pudiera tomar un descanso del trabajo y recuperara su salud.: p.53  Tomaron el ferrocarril a través de Francia al Mar mediterráneo, cruzaron por barco a Argelia, entonces fueron al norte a Italia, Austria y Alemania. Ellen escribió cartas al Detroit Evening News sobre sus viajes, describiendo sus impresiones de las personas y los lugares.: p.78–83 
Cuándo Ellen regresó a su trabajo en el News,  encontró que ya no la necesitaban en el departamento de copia.: p.48  Empezó una década de viaje, dirigiéndose al Sur americano, Nueva Inglaterra, Cuba y México. En 1888-1889 hizo un segundo viaje a Europa que incluyó una visita a L'Exposition Universelle en París y tres meses en España. Una década más tarde,  visitó Francia, Bélgica e Inglaterra.: p.58 : p.62 

## California
A principios de la década de 1890, Julia Anne, hermana de Ellen Browning se mudó a Alameda, California, para huir el los inviernos del medio oeste. Pronto después, E.W. y Ellen compraron una propiedad en San Diego y establecieron Miramar Ranch con su hermano Fred.: p.65  Ellen vivió, dentro y fuera de Miramar hasta 1897 cuando se mudó a una casa cerca del mar que había construido en La Jolla. La nombró South Moulton Villa por la calle donde había nacido.: p.66  Sus hermanas Annie y Virginia compartían su casa. Annie era tranquila, limpia, tímida e introvertida, mientras que Virginia era revoltosa, audaz y extrovertida.: p.83  Las dos mujeres se volvieron ciudadanas prominentes de La Jolla.

## Herencia y donaciones
Cuándo su hermano George murió, Ellen y E.W. heredaron su capital en el Detroit Evening News, causando una batalla que duró tres años sobre la propiedad.: p.72  Ellen ganó el juicio y añadió inmensamente a la riqueza ya había acumulado.
Interesada en la ciencia y la educación, ella donó la mayoría de su fortuna al Scripps Institute of Oceanography, el Bishop's School en La Jolla y el Scripps College en Claremont, California. También financió la construcción de La Jolla Women's Club, el Centro Recreativo de La Jolla, la Reserva Natural Estatal Torrey Pines, y el La Jolla Children's Pool y fue una importante defensora del Zoológico de San Diego. Después de una estancia en el hospital debido a una cadera rota, Ellen ayudó para fundar el Scripps Memorial Hospital y financió el Scripps Research Clinic. Estas organizaciones finalmente se volvieron el Scripps Research Institute, y dos de los proveedores principales que ahora son la fundación de Scripps Health—Scripps Memorial Hospital de La Jolla y la Clínica Scripps.: p.86 
Su casa, diseñada en 1915 por el arquitecto modernista Irving Gill, fue transformado en el Museo de Arte Contemporáneo en La Jolla.

## Muerte
Ellen Browning Scripps murió en su casa de La Jolla (San Diego, California) el 3 de agosto de 1932, unas cuantas semanas antes de cumplir 96 años.: p.112  Poco tiempo después, la revista de comercio del diario principal Editor & Publisher alabó sus contribuciones al periodismo americano: "Muchas mujeres han contribuido, directamente e indirectamente, al desarrollo de la prensa estadounidense, pero ninguna ha tenido tanta influencia y ha beneficiado tanto como Ellen Browning Scripps." The New York Times, entretanto, la reconoció como "una de las pioneras del periodismo estadounidense moderno." Su obituario la describió como una mujer quién había perfeccionado "el arte de vivir" así como el arte de dar.

## Legado
Scripps fue nominada e inducida a la Sala de la Fama de las Mujeres en el 2007 organizada por el Museo de California; la Comisión del Estado de las Mujeres; la Universidad de California, el centro de las Mujeres de San Diego; y el departamento de estudios de las mujeres del San Diego State University.
La siguiente lista son las instituciones que ayudó a establecer o fundar:
- Scripps College en Claremont, CA
- Scripps Institute of Oceanography, UC San Diego, est. 1903, anteriormente conocido como la Asociación Biológica Marina
- Scripps Research Institute
- Acuario Scripps, La Jolla (ahora Birch Aquarium en Scripps)
- Bishop's School en La Jolla, CA
- Scripps Memorial Hospital
- Scripps Metabolic Clinic
- Club de Mujeres de La Jolla
- Reserva Estatal de Torrey Pines
- La piscina de los niños, est. 1931

- Donaciones a
  - Pomona College
  - Knox College
  - Cleveland College
  - Constantinople Women's College
  - San Diego State University (Scripps Cottage)
  - Ciudad de Rushville, Illinois
  - Asociación del Museo de San Diego
  - La Biblioteca de Ateneo de Artes y Música de La Jolla
  - Sociedad de San Diego de Historia Natural
  - La exhibición del Museo de San Diego sobre Egipto Antiguo
  - Zoológico de San Diego
  - San Diego YMCA y YWCA
  - Edificio del bienestar comunitario